# Diplotaxis viminea var. integrifolia
Diplotaxis viminea subsp. integrifolia é uma variedade de planta com flor pertencente à família Brassicaceae. 
A autoridade científica da variedade é Guss., tendo sido publicada em Fl. Sicul. Prodr. 2: 275 (1828).

## Portugal
Trata-se de uma variedade presente no território português, nomeadamente em Portugal Continental.
Em termos de naturalidade é nativa da região atrás indicada.

## Protecção
Não se encontra protegida por legislação portuguesa ou da Comunidade Europeia.